# Associació Professional de Traductors i Intèrprets de Catalunya

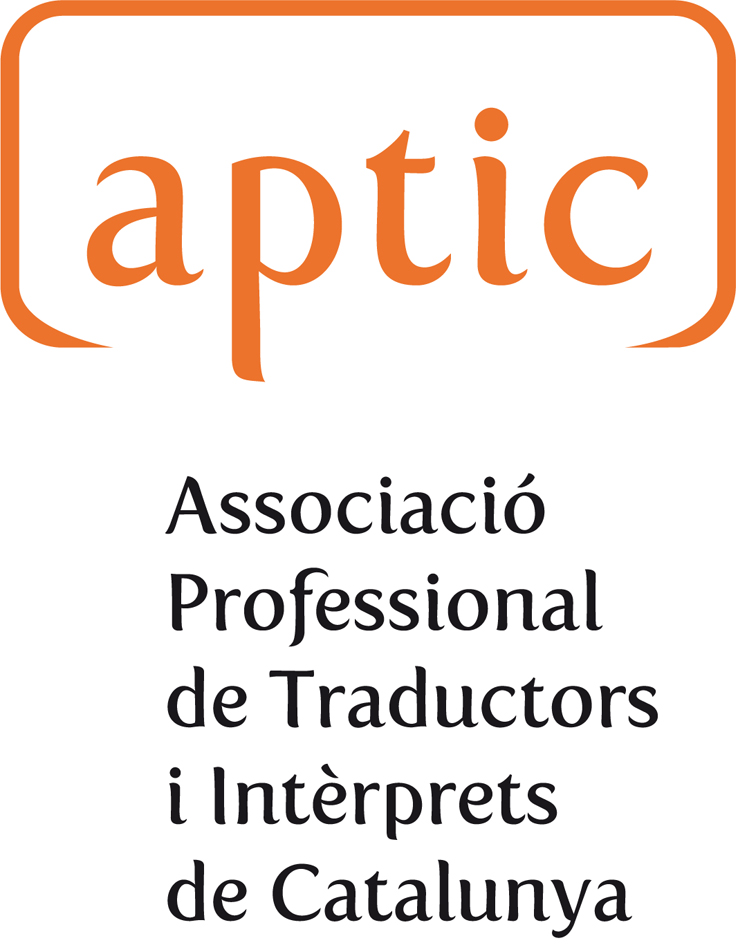
Logo des APTIC

Die Associació Professional de Traductors i Intèrprets de Catalunya (APTIC) (deutsch: Berufsverband der Übersetzer und Dolmetscher Kataloniens) ist ein unabhängiger und gemeinnütziger Verein, der am 1. Januar 2009 gegründet wurde. Die Mitgliedschaft steht jeder Person frei, die in der Branche tätig ist und eine akademische Ausbildung oder Berufserfahrung vorweisen kann. Der Verband ist Mitglied des internationalen Dachverbands FIT (Fédération internationale des traducteurs) und des spanischen Dachverbands Red Vértice. Seit über 20 Jahren vertritt der APTIC die Interessen des Berufsstands und bietet Fortbildungen und Fördermöglichkeiten. Die Anzahl der Mitglieder beläuft sich auf über 650 professionelle Übersetzer und Dolmetscher.
Geboren wurde der APTIC aus dem Zusammenschluss der beiden damals existierenden Vereine für Dolmetscher und Übersetzer: ATIC (Associació de Traductors i Intèrprets de Catalunya, Katalanischer Verband der Übersetzer und Dolmetscher) und TRIAC (Traductors i Intèrprets Associats pro-Col·legi, Vereinte Übersetzer und Dolmetscher pro Berufskammer). Der ATIC wiederum wurde 1994 von einer Studierendengruppe der Translationswissenschaft gegründet, die der fehlenden Gesetzgebung sowie mangelnden Organisation innerhalb der Branche entgegensteuern wollte. TRIAC entstand ein Jahr später mit dem Hauptziel, eine Berufskammer für Übersetzer und Dolmetscherals zuständige Stelle für die rechtliche Regelung der Berufsausübung zu erwirken.
Über einen Zeitraum von 10 Jahren funktionierten beide Verbände unabhängig voneinander. Im Jahr 2006 wurde das Gesetz zur Ausübung von Berufen mit akademischer Ausbildung und Regelung der Berufskammern erlassen, das die Möglichkeit der Gründung einer Berufskammer für Übersetzer und Dolmetscher ausschloss. Ab diesem Zeitpunkt glichen sich die Ziele des ATIC und des TRIAC an, sodass sich der Zusammenschluss zum heutigen APTIC anbahnte.